# 대한민국 형사소송법 제286조의3
대한민국 형사소송법 제286조의3는 결정의 취소에 대한 형사소송법의 조문이다.

## 조문
제286조의3(결정의 취소)법원은 전조의 결정을 한 사건에 대하여 피고인의 자백이 신빙할 수 없다고 인정되거나 간이공판절차로 심판하는 것이 현저히 부당하다고 인정할 때에는 검사의 의견을 들어 그 결정을 취소하여야 한다.
[본조신설 1973.1.25.]

## 참고 문헌
- 손동권 신이철, 새로운 형사소송법(초판, 2013), 세창, 2013. ISBN 9788984114081